# AGM-65 Maverick
AGM-65 Maverick är en amerikansk luftburen attackrobot tillverkad av Hughes
Roboten är försedd med en TV-målsökare i robotens nos och kan användas mot både rörliga och fasta mål. När piloten genomför ett anfall visas en bild från robotens TV-kamera i en liten monitor på instrumentpanelen och när väl målet är lokaliserat låser piloten robotens målsökare mot målet och avfyrar roboten. Efter avfyrningen letar sig roboten fram på egen hand till målet oavsett hur målet rör sig, medan den anfallande piloten har möjlighet att svänga undan från ett eventuellt farligt område. Maverick användes flitigt med stor framgång under Kuwaitkriget.
Namnet Maverick betyder ungefär frifräsare eller ensamvarg.

## Varianter
- AGM-65A ursprungsmodellen med TV-målsökare
- AGM-65B förbättring av A versionen med ökad förstorning på TV-målsökarens optik för att kunna upptäcka mindre mål på längre avstånd. Började utvecklas 1975. Totalt tillverkades cirka 35 000 exemplar av A- och B-versionerna tillsammans.[1]
- AGM-65C Laserstyrd variant för US Marine Corps som ej togs i produktion på grund av den höga kostnaden för målsökaren.
- AGM-65D Första varianten med en bildalstrande infraröd målsökare som kan användas i dåligt väder och i mörker. Började utvecklas 1977, första leverans i oktober 1983 och tagen i tjänst februari 1986.[1]
- AGM-65E Laserstyrd variant för US Marine Corps med ny och billigare målsökare som togs i tjänst 1985. Första varianten med den 140 kg tunga stridsspetsen
- AGM-65F Variant för USA:s flotta som kombinerar målsökaren från D-varianten med stridsspetsen från E-varianten.
- AGM-65G Förbättrad D-variant för US Air Force men med stridsspetsen från E-varianten för att attackera större mål.
- AGM-65H Uppgraderade B- och D-varianter med CCD-målsökare.
- AGM-65J Uppgraderade F-varianter med CCD-målsökare.
- AGM-65K Uppgraderade G-varianter med CCD-målsökare.

## Användning i Sverige
AGM-65A inskaffades till den svenska försvarsmakten under 1970-talet och betecknas i Sverige som robot 75 (militärförkortning rb 75), erforderligt även kallad attackrobot 75 eller markmålsrobot 75.
Maverick införskaffades till det svenska försvaret för att ersätta den inhemskt utvecklade TV-målsökande attackroboten robot 05B som visat dig för dyr att färdigställa. År 1975 beställdes 500 AGM-65A med leverans under 1977–1978. År 1989 införskaffades en ny variant med "tung stridsdel" typ MAW (Maverick Alternate Warhead for selectable fusing), vilken betecknades rb 75T.
Följande flygplan integrerade robotsystem 75:
- AJ 37, AJS 37
- JA 37B1 (projekterat, ej utfört)[2][5]
- JAS 39A/B

Robot 75 avvecklades runt 2007 då AJS 37 togs ur bruk, då den ej integrerades på JAS 39C och inte heller uppdaterades till den nyare version som faktiskt var integrerad.
| Modell          | robot 75 (AGM-65A)       | robot 75T (AGM-65A MAW)      |
| Anskaffning     | 1977–1978                | 1989–1990                    |
| Vikt            | 210 kg                   | 295 kg                       |
| Längd           | 2482 mm                  | 2482 mm                      |
| Kaliber         | 305 mm (12 tum)          | 305 mm (12 tum)              |
| Spännvidd       | 724 mm                   | 724 mm                       |
| Räckvidd        | < 10 000 m               | < 10 000 m                   |
| Framdrivning    | 2-stegs krutraketmotor.  | 2-stegs krutraketmotor.      |
| Målsökare       | TV-målsökare(en)         | TV-målsökare(en)             |
| Tändrör         | Anslagsrör               | Anslagsrör                   |
| Stridsdel, typ  | RSV-stridsdel (WDU-20/B) | Tung minstridsdel (WDU-24/B) |
| Stridsdel, vikt | 125 lb (56,7 kg)         | 300 lb (140 kg)              |